# Luis Fernández Gutiérrez
Luis Fernández Gutiérrez (nascut el 29 de setembre de 1972 a Argomilla, Cantàbria) és un exfutbolista càntabre que jugava com a lateral esquerre.
Amb una carrera professional que va durar gairebé 20 anys, és especialment conegut per la seva participació amb el Reial Betis (també va jugar amb el Racing de Santander), ja que amb els andalusos hi va jugar durant una dècada sencera.